# ریحان میخکی
اسیموم گراتیسیموم (نام علمی: Ocimum gratissimum) نام یک گونه از تیره نعناعیان است.